# Gilchrist County
Gilchrist County är ett administrativt område i delstaten Florida, USA, med 16 939 invånare. Den administrativa huvudorten (county seat) är Trenton. Countyt har fått sitt namn efter politikern Albert W. Gilchrist.

## Geografi
Enligt United States Census Bureau har countyt en total area på 921 km². 904 km² av den arean är land och 17 km² är vatten.

### Angränsande countyn
- Columbia County, Florida - nordöst
- Alachua County, Florida - öst
- Levy County, Florida - syd
- Dixie County, Florida - sydväst
- Suwannee County, Florida - nordväst
- Lafayette County, Florida - nordväst